# زواج المثليين في جزيرة مان
أصبح زواج المثليين قانونيا في تابعة التاج البريطاني جزيرة مان في 22 تموز 2016. وقد تم تقنين الشراكات المدنية في 6 أبريل 2011.

## الشراكات المدنية
اعتبارا من عام 2005، تم الاعتراف بالشركاء المثليين الذين دخلوا في الشراكة المدنية في المملكة المتحدة من قبل وزارة الصحة والضمان الاجتماعي في جزيرة مان لأغراض المعاشات التقاعدية. لم يتم توفير الحقوق الأخرى للشراكة المدنية. في مارس 2009، أعلن رئيس الوزراء أنه سيتم تقديم مشروع قانون الشراكة المدنية (باللغة المنكية:commeeys theayagh) في أكتوبر 2009. وسيتم إعداد هذا القانون على غرار مشروع القانون البريطاني، والذي يوفر للشركاء المثليين جميع حقوق ومسؤوليات الزواج تقريبًا.
في شباط/فبراير 2010، عرضت حكومة جزيرة مان مشروع قانون الشراكة المدنية وتمت القراءة الأولى له في مجلس المفاتيح.
تم تمرير مشروع القانون في تصويت 19 صوتا لصالح مقابل 3 أصوات ضد في قراءته الثانية في 30 مارس. كان من المقرر أن يتم إحراز المزيد من التقدم نحو إقرار مشروع القانون في 27 أبريل، ولكن تم تأجيله لأسباب فنية. مر مشروع القانون مرحلة الفقرات في 25 مايو، وتمت الموافقة عليه في قراءته الثالثة في 22 يونيو. في 29 يونيو، تمت قراءة مشروع القانون لأول مرة في المجلس التشريعي.
مر مشروع القانون في القراءة الثانية في 26 أكتوبر، ومر في مرحلة المواد في 9 نوفمبر، وفي 23 نوفمبر، تمت الموافقة على مشروع القانون في قراءته الثالثة. في 15 مارس 2011، تم التوقيع على القانون، ودخل حيز التنفيذ في 6 أبريل 2011. وقد تقرر في عام 2014 أن يتم الاعتراف بزواج المثليين من إنجلترا وويلز واسكتلندا، فضلا عن حالات الزواج الأخرى التي تتم في الخارج، سيتم الاعتراف بها كشراكات مدنية في الجزيرة وذلك إلى أن تم تقنين زواج المثليين في الجزيرة بعد عامين من ذلك.
في عام 2016، إلى جانب تقنين زواج المثليين، تم فتح الشراكات المدنية أمام الشركاء المغايرين، على النقيض من قانون الشراكة المدنية البريطاني.

## زواج المثليين
في 9 حزيران/يونيو 2015، أعلن رئيس الوزراء آلان بيل اعتزامه إلغاء القانون الذي يمنع زواج المثليين في الجزيرة. في 21 يوليو، استبعد بيل إجراء استفتاء حول هذه القضية.
في 2 أكتوبر 2015، أعلن رئيس الوزراء عن إجراء مشاورات عامة حول هذه القضية في الفترة ما بين 15 أكتوبر و 13 نوفمبر، مع مشروع قانون يسمح بزواج المثليين ليتم تقديمه إلى برلمان جزيرة مان في عام 2016، اعتمادًا على نتائج الاستشارة.
في نوفمبر 2015، أعلن رئيس الوزراء أن مشروع قانون زواج المثليين سيحصل على قراءته الأولى في برلمان جزيرة مان في ديسمبر 2015 وسيتم تطبيقه في عام 2016. في 19 ديسمبر، قال ألان بيل أن مشروع القانون سيقدم إلى مجلس المفاتيح في يناير، بنية المصادقة على القانون بحلول صيف 2016. تم نشر رد الحكومة على الاستشارة العامة حول مشروع «قانون الزواج (الأزواج المثليون)» في 22 يناير، مع توصية مجلس الوزراء أن يتم تقديم مشروع القانون على الفور إلى مجلس المفاتيح للنظر فيه.
تمت قراءة مشروع القانون لأول مرة في مجلس المفاتيح في 2 فبراير 2016.
في 9 فبراير، مر مشروع القانون في قراءته الثانية في تصويت 18 صوتا لصالحه مقابل 18 صوتا ضده (18-18).
| الحزب السياسي       | صوت لصالح | صوت ضد | غائب/لم يحضر (لم يصوت) |
| ------------------- | --------- | ------ | ---------------------- |
| مستقلون             | 16        | 4      | 2                      |
| حزب فانين الليبرالي | 2         | -      | -                      |
| العدد الإجمالي      | 18        | 4      | 2                      |

اجتاز مشروع القانون مرحلة الفقرات في 1 مارس. تم رفض العديد من التعديلات التي من شأنها أن تسمح لمُسجلي الزواج بعدم اختيار إجراء زواج المثليين. أحد التعديلات التي وافق عليها مجلس النواب كانت تعديلاً يسمح للشركاء المغايرين بالدخول في شراكات مدنية. وبالتالي، تمت إعادة تسمية مشروع القانون باسم «مشروع قانون الزواج والشراكة المدنية (التعديل) 2016». في 8 مارس، تمت الموافقة على مشروع القانون في قراءته الثالثة، في تصويت 17 صوتا لصالحه مقابل 3 أصوات ضد (17-3).
| الحزب السياسي       | صوت لصالح | صوت ضد | غائب/لم يحضر (لم يصوت) |
| ------------------- | --------- | ------ | ---------------------- |
| مستقلون             | 15        | 3      | 4                      |
| حزب فانين الليبرالي | 2         | -      | -                      |
| العدد الإجمالي      | 17        | 3      | 4                      |

في 22 مارس، مر مشروع القانون قراءته الأولى في المجلس التشريعي، في تصويت 6 أصوات لصالحه مقابل 3 أصوات ضده (6-3). في 12 أبريل، مر مشروع القانون في قراءته الثانية، في تصويت 5 أصوات لصالحه مقابل 3 أصوات ضد (5-3)، ومر في مرحلة المواد، مع ثلاثة تعديلات اقترحها المدعي العام بالوكالة. تمت الموافقة على مشروع القانون في قراءته النهائية في 26 أبريل في تصويت 6 أصوات لصالحه مقابل 3 أصوات ضده (6-3).
| الحزب السياسي                                             | صوت لصالح | صوت ضد | حاضر |
| --------------------------------------------------------- | --------- | ------ | ---- |
| الأعضاء المعينون في المجلس (منتخبون من قبل مجلس المفاتيح) | 6         | 2      | -    |
| الأعضاء الحاضرون في المجلس                                | -         | 1      | 2    |
| العدد الإجمالي                                            | 6         | 3      | 2    |

في 10 مايو، وافق مجلس النواب على تعديلات المجلس بالإجماع في تصويت 22 صوتا لصالحه مقابل عدم تصويت أي عضو ضده (22-0).
تم التوقيع على مشروع القانون في محكمة تينوالد في 21 يونيو ليصبح «قانون الزواج والشراكة المدنية (تعديل) 2016» (بالإنجليزية: Marriage and Civil Partnership (Amendment) Act 2016) (باللغة المنكية: Slattys Poosey as Commeeys Theayagh (Lhiasaghey) 2016). ذكرت بعض وسائل الإعلام أنه من المتوقع إصدار القانون في 5 يوليو، ولكن تم تأجيله بسبب الطعن القانوني المقدم إلى المجلس الخاص للمملكة المتحدة. ومع ذلك، ذكر مكتب مجلس الوزراء أن مشروع القانون سيحصل على الموافقة الملكية في المجلس الخاص، وسيتم الإعلان عنه رسمياً في 19 يوليو. قال رئيس الوزراء إن استفتاء عضوية المملكة المتحدة في الاتحاد الأوروبي كان سبباً للتأخير، وأن القانون سوف يدخل حيز التنفيذ في 22 يوليو.
حصل القانون على الموافقة الملكية في المجلس الخاص في 13 يوليو وتم الإعلان عنه في 19 يوليو. ودخل حيز التنفيذ بعد ثلاثة أيام. تم تسجيل أول زواج المثليين في جزيرة مان بين مارك وآلان ستيفان-كويل، اللذان قاما بتحويل شراكتهما المدنية إلى زواج يوم 25 يوليو 2016. تم عقد أول زواج المثليين في الجزيرة في 30 يوليو، بين لوك كارين وزاك توملينسون.